# Жалувана грамота дворянству 1785
Жалувана грамота дворянству 1785 (рос. Грамота на права, вольности и преимущества благородного российского дворянства) — законодавчий акт Російської імперії, який видала 2 травня (21 квітня) 1785 року імператриця Катерина II. Жалувана грамота дворянству завершила процес оформлення станових прав і привілеїв дворянства.
Складалася із вступу, 4 розділів і 92 статей. Грамота узаконювала створення дворянських станових організацій (див. дворянські збори), визначала їхнє місце і роль у формуванні повітових і губернських органів управління і судочинства. Вона закріплювала наявне неповноправне становище в державі міщанства і станову структуру місцевого управління, таким чином істотно обмежуючи функції міської думи та магістрату. За міською думою та магістратом залишалися тільки функції розподілу і збору податків, нагляду за виконанням державних повинностей та вирішення питань, пов'язаних із благоустроєм міста. Реальна місцева влада зосереджувалася в руках городничого та управи благочиння.